# Zdeněk Růžička
Zdeněk Růžička (Ivančice, Checoslovaquia, 15 de abril de 1925 - Brno, 18 de abril de 2021) fue un gimnasta artístico checo, doble subcampeón olímpico en Londres 1948 en suelo y anillas.

## Carrera deportiva
En las Olimpiadas de Londres 1948 logró dos medallas de bronce: en la prueba de suelo —tras los húngaros Ferenc Pataki y János Mogyorósi-Klencs— y en anillas, tras los suizos Karl Frei y Michael Reusch.